# Two Wives
Two Wives est une série télévisée philippine diffusée entre le 13 octobre 2014 et le 13 mars 2015 sur l'ABS-CBN avec Kaye Abad, Jason Abalos, Erich Gonzales et Patrick Garcia,.,

## Distribution

### Acteurs principaux
- Kaye Abad : Yvonne Aguilluz-Guevarra
- Jason Abalos : Victor Guevarra
- Erich Gonzales : Janine Arguello-Guevarra
- Patrick Garcia : Albert Mendrano
- Rayver Cruz : Dale Gopez

### Acteurs secondaires
- Daniel Matsunaga : Kenjie Celdran
- CX Navarro : Marcus Guevarra
- Faye Alhambra : Audrey Arguello
- Isay Alvarez : Elena Aguilluz
- Tanya Gomez : Siony Guevarra
- Jean Saburit : Daria
- Melai Cantiveros : Carla
- Alex Medina : Marlon Aguilluz
- Kitkat : Mimi
- Peter Serrano : Shakira
- Regine Angeles : Doris Guevarra
- Sharmaine Arnaiz : Vida
- Vandolph Quizon : Gary
- Robert Seña : Jaime Aguilluz
- Carla Martinez : Sandy Gopez

## Diffusion
- ABS-CBN (2014-2015)

### Sources
- (en) Cet article est partiellement ou en totalité issu de l’article de Wikipédia en anglais intitulé « Two Wives (Philippine TV series) » (voir la liste des auteurs).